# Lamprosema assimilis
Lamprosema assimilis là một loài bướm đêm trong họ Crambidae.